# 八幡神社 (飯能市岩渕)
八幡神社（はちまんじんじゃ）は、埼玉県飯能市の神社。

## 歴史
創建年代は不明である。ただ社伝によれば、源頼義が前九年の役で出征する際に、現在の同市落合の地にて八色の旗を立てて、祭典を挙行したという。そして後に頼義を慕う地域住民が神社を創建したのだという。
1649年（慶安2年）に、社領7石の朱印状が交付されている。近くの歓喜寺が別当寺であった。
1872年（明治5年）、近代社格制度に基づく「村社」に列せられ、1907年（明治40年）の神社合祀により、裏山にある秋葉神社が合祀された。ただし、この合祀は書類上のものであり、秋葉神社は現在も存続している。

## 交通アクセス
- 路線バスひかり橋停留所より徒歩19分。